# Cowboy Bebop
A Cowboy Bebop (カウボーイビバップ; Kaubói Bibappu; Hepburn: Kaubōi Bibappu) japán anime, amit Vatanabe Sinicsiró rendezett, zenéjét Kanno Jóko szerezte. 2071-ben, a Bebop űrhajón négy balszerencsés fejvadász néhol vicces, néhol drámai kalandjait követhetjük nyomon. Magyarországon eredetileg az RTL Klub rendelte meg és szinkronizáltatta le, de 16-os korhatárbesorolás miatt átadta az A+ adónak. Az A+ és utódja, az Animax 2005. tavasztól néhány éven át folyamatosan vetítette. Később az RTL-hez tartozó Klub Publishing kiadó adta ki DVD-n magyar szinkronnal és felirattal.

## Történet
A történet valamikor a távoli jövőben játszódik, amikor az emberiség már elhagyta a katasztrófa sújtotta Földet, és benépesítette a Naprendszert. A bolygóközi társadalomban elharapódzó bűnözéssel szemben az Intergalaktikus Rendőrség már kevésnek bizonyul, a korrupciótól tehetetlen rendőrség bevezeti az akár milliós végösszegű vérdíjakat, és megkezdődik a fejvadászok, vagy ahogy ők magukat hívják a cowboyok kora. A főszereplők is ilyen fejvadászok, akik akarva-akaratlanul egymásra lesznek utalva, miközben bolygóról bolygóra repülnek a „nagy fogás” reményében, a galaxis legfurább figuráival akadnak össze, de lassacskán fény derül a múltjuk sötétebb titkaira is, amikkel szembe kell nézniük.

## Szereplők

### Spike Spiegel
Spike az örök bunkó, akinek mindig cigi lóg ki a szájából. Hármuk közül az ő múltja a leghomályosabb, és igyekszik is, hogy ez mindig így maradjon. Spike szinte a legjobb fejvadász, a történetben, de szerencsétlen módon eddig egyetlen akciója sem sikerült. Spike a Marson született, közel 27 éve. Fiatalon csatlakozott a Szindikátushoz (ill. Vörös Sárkány), majd rejtélyes módon eltűnt. Később a Bebop fedélzetén kötött ki. Jettel, aki szintén nem egy úriember, jóban vannak, és Jet mindig aggódik miatta, hiszen Spike-ot nem érdekli a veszély, számára egyre megy, hogy épp él vagy hal. A legjobban a kutyák, a gyerekek és a nők zavarják, ami elég ironikus, tekintve, hogy kikkel él együtt.
Spike összetett személyiség, általában a megérzéseire hallgat. Eddel és Einnel semmi különös baja sincs, bár létezésükről próbál tudomást sem venni. Faye Spike-ot direkt idegesíti, de ettől függetlenül mindig segítséget kér, amit viszont általában nem kap. Viselkedése ellenére Spike mégsem érzéketlen, mert a kalandok során megkedveli ezt a „családos” életmódot, és talán egy kicsit megszereti Faye-t.
A történet során sok különféle emberrel találkozik (kamionsofőr, pszichopata bohóc, szájharmonikás kisfiú és ANDY), régi szindikátusosokkal, legfőbb ellenségével, Kőszívűvel (Vicious) és régi szerelmével, Juliával. Végén minden szál összefut, Spikey újból találkozik a múltjával.
- Japán szinkronhang: Jamadera Kóicsi
- Angol szinkronhang: Steven Jay Blum
- Magyar szinkronhang: Juhász Zoltán, Fazekas István (a mozifilmben)

### Faye Valentine
Faye magabiztos és mindig számító. Szépsége és szexuális kisugárzása mögött egy olyan ember rejlik, aki bárkit képes átverni, ha a saját érdekei úgy diktálják. „Ugyanolyan lelki nyugalommal robbant fel egy épületet, mint ahogyan rúzst ken a szájára.” Mint a többiekét, az ő múltját is homály fedi, annyi különbséggel, hogy ő nem is emlékszik a múltjára. Faye ugyanis még csak 23 éves, ellenben hetvenhárom évvel ezelőtt született, még a Földön, majd egy balesetben halálos sérülést kapott, és mivel az orvosok nem tudták a gyógymódot, lefagyasztották őt, hogy majd a távoli jövőben segítséget kap. Ötven évig aludt így, és amikor felébresztették, meggyógyították ugyan, de se pénze, se emlékezete nem maradt a múltból. Így aztán menekülőre fogta kénytelen-kelletlen, hogy az állandóan sarkában lévő hitelezőket és behajtókat lerázza. Tengernyi adóssága miatt számkivetettnek számított, és a sors furcsa fintora a Bebopra vezette őt, ahol végül a fiúk között ragadt, fejvadász lett belőle.
Faye intrikus, önző, egyfolytában dohányzik és folyton piszkálja Eint, a kutyát, de mindettől függetlenül valahol belül érző lélek, és még ha nem is vallja be, megszereti a Bebop szedett-vedett legénységét, és mélyen meghatja, amikor a két srác kihúzza a bajból, még ha nem is konkrétan őmiatta teszik, hanem egyéb célból. Spike és őközte ki is alakul egyfajta vonzalom, nem szerelem – a sorozatból kiderül, hogy a szerelmet Spike életében más tölti be –, hanem inkább csak egyfajta kimondatlan vonzódás a másik iránt. Faye jellemét tekintve igazi emancipált nő.
- Japán szinkronhang: Hajasibara Megumi
- Angol szinkronhang: Wendee Lee
- Magyar szinkronhang: Szitás Barbara, Németh Kriszta (a mozifilmben)

### Jet Black
Jet Black harminchat éves férfi, 188 cm magas, szeme színe kék, vércsoportja A, a Bebop űrhajó „édesapja”. Megfontolt, magabiztos „vén róka”. Ő felügyeli Spike, Faye, Ed és Ein munkáját/sorsát, ő a kapocs közöttük, az összetartó erő. A múltja igen rejtélyes, legalább olyan sok titok övezi, mint a többi szereplőét, idővel derül csak ki az is, hogy miféle párharcban veszítette el a fél karját. Annyi bizonyos, hogy Jet a rendőrségnél, az ISSP-nél dolgozott régen, sok ismerőse van, és némi befolyása még ma is akad azért a volt kollégái körében, ha arról van szó, hogy a Bebop akcióit segítse.
Mint mindenki a sorozatban, ő is teljesen különálló, jól elemezhető jellem. Aprólékos nyomozói stílusával le sem tudná tagadni a múltját. A kemény külső mögött egy érző apai szív rejlik, ami úton-útfélen meg is szólal benne, általában szigorral, néhol azonban elnéző mosollyal a többiek iránt, akik nem is nagyon mernek szembefordulni vele, hiszen ő a rangidős a Bebopon. Ő szokott főzni a hajón, ő tartja rendben a pénzügyeket is.
- Japán szinkronhang: Isizuka Unshó
- Angol szinkronhang: John Billingslea
- Magyar szinkronhang: Rosta Sándor, Kristóf Tibor (a mozifilmben)

### Edward Wong Hau Pepelu Tivrusky IV
Edward egy kisgyerek, hacker és számítógépzseni. Úgy néz ki, mint egy fiú, de valójában lány. Apja térképész és egyszer egy árvaházba adta pár hétig, de ottfelejtette. A lány az árvaházban nevelkedett, majd felszökött a Bebopra, és a fiúkkal és Faye-jel ragadt, megszerette őket. Ő és Ein mindig becsempészik a vidámságot a feszült felek közé.
- Japán szinkronhang: Tada Aoi
- Angol szinkronhang: Melissa Charles
- Magyar szinkronhang: Jelinek Márk, Bálint Sugárka (a mozifilmben)

### Ein
Ein egy szuperintelligens kutya, fajtája welsh corgi.

## Epizódok
| #  | Epizód címe                                                                           | Első japán (WOWOW) sugárzás | Első magyar sugárzás |
| -- | ------------------------------------------------------------------------------------- | --------------------------- | -------------------- |
| 1  | Bolygóközi blues Asteroid Blues (アステロイド・ブルース)                              | 1998. október 23.           |                      |
| 2  | Kincs ez a kutya Stray Dog Strut (野良犬のストラット)                                 | 1998. október 30.           |                      |
| 3  | Nő a baj Honky Tonk Women (ホンキィ・トンク・ウィメン)                                | 1998. november 6.           |                      |
| 4  | Majomkodók Gateway Shuffle (ゲイトウェイ・シャッフル)                                 | 1998. november 13.          |                      |
| 5  | Spike rejtett titka Ballad of Fallen Angels (堕天使たちのバラッド)                    | 1998. november 20.          |                      |
| 6  | Kisördög ez a gyerek Sympathy for the Devil (悪魔を憐れむ歌)                          | 1998. november 27.          |                      |
| 7  | Űrkamionosok Heavy Metal Queen (ヘヴィ・メタル・クイーン)                             | 1998. december 4.           |                      |
| 8  | Kaland a Vénusz bolygón Waltz For Venus (ワルツ・フォー・ヴィーナス)                  | 1998. december 11.          |                      |
| 9  | A magányos számítógép Jamming With Edward (ジャミング・ウィズ・エドワード)            | 1998. december 18.          |                      |
| 10 | Végállomás Ganymede Elegy (ガニメデ慕情)                                              | 1999. január 1.             |                      |
| 11 | Harapós kísértet Toys in the Attic (闇夜のヘヴィ・ロック)                             | 1999. január 8.             |                      |
| 12 | Jupiter jazz Jupiter Jazz Part I (ジュピター・ジャズ(前編))                           | 1999. január 15.            |                      |
| 13 | Halál jazz Jupiter Jazz Part II (ジュピター・ジャズ(後編))                            | 1999. január 22.            |                      |
| 14 | A sakkmester Bohemian Rhapsody (ボヘミアン・ラプソディ)                               | 1999. január 29.            |                      |
| 15 | Űr Don Juan My Funny Valentine (マイ・ファニー・ヴァレンタイン)                       | 1999. február 5.            |                      |
| 16 | Fegyencjárat Black Dog Serenade (ブラック・ドッグ・セレナーデ)                        | 1999. február 12.           |                      |
| 17 | Gomba szamba Mushroom Samba (マッシュルーム・サンバ)                                  | 1999. február 19.           |                      |
| 18 | A videóüzenet Speak Like a Child (スピーク・ライク・ア・チャイルド)                   | 1999. február 26.           |                      |
| 19 | Akit ma elkaphatsz, ne halaszd holnapra Wild Horses (ワイルド・ホーセス)              | 1999. március 5.            |                      |
| 20 | A bohóc Pierrot le Fou (道化師の鎮魂歌)                                               | 1999. március 12.           |                      |
| 21 | Boogie Woogie Feng Shui Boogie Woogie Feng Shui (ブギ・ウギ・フンシェイ)              | 1999. március 19.           |                      |
| 22 | Fejvadász a cowboy ellen Cowboy Funk (カウボーイ・ファンク)                           | 1999. március 26.           |                      |
| 23 | Szellem a gépben Brain Scratch (ブレイン・スクラッチ)                                 | 1999. április 2.            |                      |
| 24 | Tudnod kell, ki vagy Hard Luck Woman (ハード・ラック・ウーマン)                       | 1999. április 9.            |                      |
| 25 | A Vörös Sárkányok The Real Folk Blues Part I (ザ・リアル・フォーク・ブルース（前編）) | 1999. április 16.           |                      |
| 26 | Az álom véget ér The Real Folk Blues Part II (ザ・リアル・フォーク・ブルース（後編）) | 1999. április 23.           |                      |